# Paul Breitner
Paul Breitner (* 5. September 1951 in Kolbermoor) ist ein ehemaliger deutscher Fußballspieler.
Breitner, der anfangs auf einer offensiv interpretierten Position des linken Außenverteidigers spielte, später aber zum Spielmacher im Mittelfeld wurde, gewann mit dem FC Bayern München den Europapokal der Landesmeister 1973/74, ab 1972 fünf deutsche Meisterschaften und zweimal den DFB-Pokal. Mit Real Madrid gewann er zwei spanische Meisterschaften und einmal den Pokal. Zudem spielte er eine Saison für Eintracht Braunschweig. Mit der Nationalmannschaft wurde er 1972 Europa- und 1974 Weltmeister sowie 1982 Vizeweltmeister.
Vom Fachblatt Kicker wurde Paul Breitner sieben Mal in die Mannschaft der Saison aufgenommen, und 1981 war er Deutschlands Fußballer des Jahres. 2018 wurde er in die Gründungself der Hall of Fame des deutschen Fußballmuseums aufgenommen. Im Jahr 2004 wurde er von Pelé auf die Liste der 125 besten noch lebenden Fußballer gesetzt (FIFA 100). Die FIFA hat ihn 1994 ebenso wie 2014 die brasilianische Zeitung O Estado de S. Paulo in ihre All-Star-Mannschaft aller Weltmeisterschaften aufgenommen.
Breitner, seit jeher Auslöser und Gegenstand zahlreicher Debatten, war 1979 neben Tormann Sepp Maier einer der Anführer einer Spielerrevolte beim FC Bayern, die zum Rücktritt des langjährigen Vereinspräsidenten Wilhelm Neudecker führte.

## Jugend
Paul Breitner ist der einzige Sohn eines Verwaltungsbeamten und wuchs im oberbayerischen Freilassing auf. Als Schüler besuchte Breitner das Chiemgau-Gymnasium in Traunstein und spielte bis zu seinem zehnten Lebensjahr für die Jugendmannschaft des SV DJK Kolbermoor, bevor er zum ESV Freilassing wechselte, die von seinem Vater trainiert wurde. 1968 gelangte er in den Kader der DFB-Jugendnationalmannschaft und teilte sich bei den dortigen Lehrgängen mit Uli Hoeneß ein Zimmer. Am 22. September 1968 bestritt Breitner bei der 1:4-Niederlage gegen Jugoslawien sein erstes A-Junioren-Länderspiel, dem noch weitere 15 Einsätze folgten. 1970 schloss er das Gymnasium mit dem Abitur ab und begann ein Studium (Pädagogik, Psychologie, Soziologie) an der Pädagogischen Hochschule in München-Pasing mit dem Berufsziel Sonderschullehrer.

## Vereinskarriere

### FC Bayern München (1970 bis 1974)
Im März 1970 hatte DFB-Jugendtrainer Udo Lattek das Traineramt beim FC Bayern München übernommen und brachte seine ehemaligen Schützlinge Uli Hoeneß, Rainer Zobel und Paul Breitner, die er aus der Jugendnationalmannschaft kannte, in die Bundesliga. Der 18-jährige Breitner nahm das Angebot an, unterschrieb einen Profivertrag und brach daraufhin sein Studium an der Pädagogischen Hochschule ab. Der FC Bayern zahlte dem ESV Freilassing für Breitner eine Ablösesumme in Höhe von 50.000 D-Mark. Auf Anhieb schaffte Breitner den Sprung in den Bundesliga-Kader und debütierte am 15. August 1970 (1. Spieltag 1970/71) beim 1:1 gegen den VfB Stuttgart.
Lattek machte ihn sofort zum Stammspieler und funktionierte ihn vom Stürmer erfolgreich zum linken Außenverteidiger um. Als Offensivverteidiger verkörperte er den Typus eines modernen Abwehrspielers, der sich nicht auf die Defensive beschränkte, sondern auch immer wieder mit Flankenläufen zum Angriffsspiel beitrug. Am Saisonende wurden die Bayern zwar nur Vizemeister, jedoch gewann Breitner mit dem DFB-Pokal (2:1 gegen den 1. FC Köln) seine erste Trophäe. Mit Breitner gewann Bayern München die Meisterschaften 1972, 1973 und 1974. Öffentlich gab sich Breitner politisch links orientiert, indem er medienwirksam mit einer Mao-Bibel posierte und erklärte, ein Verehrer Che Guevaras zu sein. Durch seine politische Haltung und seine Kritik am Verein zog er sich unweigerlich den Unmut des konservativen Vereinspräsidenten Wilhelm Neudecker zu, der den Quertreiber Breitner 1973 sogar verkaufen wollte. Doch als die Mannschaft dagegen rebellierte, durfte Breitner bleiben und gewann 1974 mit dem Europapokal der Landesmeister (4:0-Sieg im Wiederholungsspiel gegen Atlético Madrid) den wichtigsten europäischen Vereinspokal. Nach der Weltmeisterschaft 1974 wechselte Breitner gegen eine Ablösesumme von rund drei Millionen Mark zu Real Madrid in die Primera División.

### Real Madrid (1974 bis 1977)
Breitners Jahresgehalt in Madrid betrug 350.000 D-Mark. Real-Trainer Miljan Miljanić wollte Breitner nicht als Verteidiger einsetzen, sondern schulte ihn zum Mittelfeldspieler um. Gemeinsam mit Günter Netzer, der bereits seit einem Jahr für Real spielte, bildete Breitner im zentralen Mittelfeld ein Duo, welches das Spiel lenkte und beschleunigte. Die Madrilenen gewannen 1975 das Double aus Meisterschaft und Copa del Rey. 1976 gelang die Titelverteidigung in der Primera División, jedoch schied Real im Halbfinale des Europapokals der Landesmeister ausgerechnet gegen Bayern München aus.
Breitners drittes Jahr (1976/77) in der spanischen Hauptstadt verlief enttäuschend. Real erzielte lediglich den neunten Tabellenplatz – nur vier Punkte vor den Abstiegsrängen –, und Miljanić wurde seines Amtes enthoben.

### Eintracht Braunschweig (1977/78)
Nach drei Jahren in Spanien gab es in der Bundesliga keinen Verein, der die für Breitner geforderte Ablösesumme von 1,6 Millionen DM zahlen mochte – außer Günter Mast. Der Hauptsponsor von Eintracht Braunschweig und Geschäftsführer der Firma Jägermeister stellte die Summe bereit und brachte Breitner mit einem Jahresgehalt von 400.000 Mark zur Eintracht. Die Integration von Breitner in das bestehende Umfeld misslang. Trotzdem erzielte er in dieser Saison zehn Tore für Braunschweig.

### FC Bayern München (1978 bis 1983)

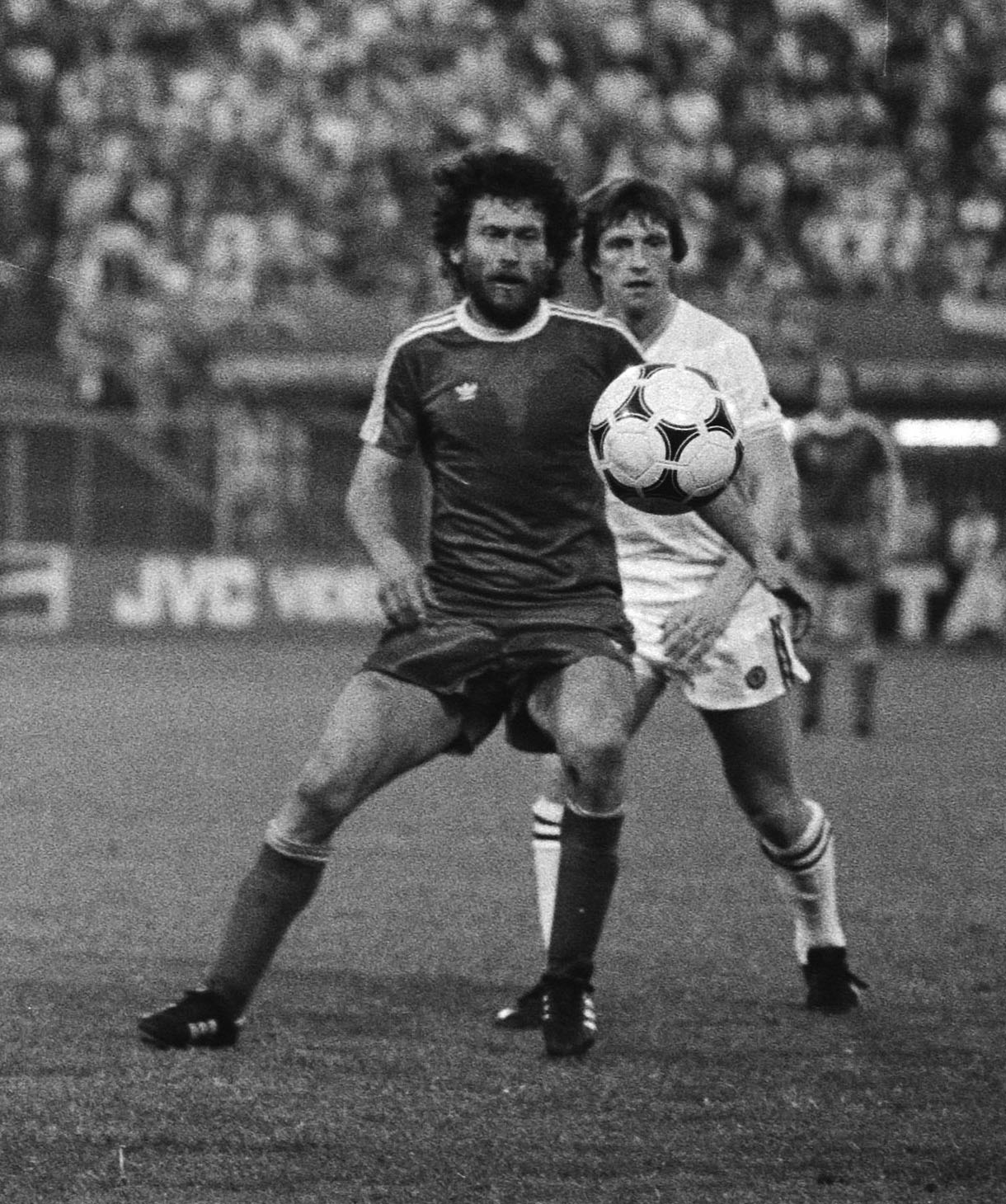
Breitner (vorne) im Trikot des FC Bayern, 1982

Im Sommer 1978 kehrte Breitner für 1,75 Millionen Mark zum FC Bayern zurück. Der Verein hatte den kostspieligen Transfer durch die finanzielle Unterstützung des Trikotsponsors Magirus-Deutz stemmen können, der durch Uli Hoeneß vermittelt worden war, der im Folgejahr den Posten des Managers übernehmen sollte.
In der nächsten Saison (1979/80) wurde Breitner unter dem neuen Trainer Pál Csernai Mannschaftskapitän. 1980 gewannen die Bayern ihre erste Meisterschaft seit sechs Jahren und verteidigten den Titel in der Folgesaison 1980/81. Nach der Saison wählten die Sportjournalisten Breitner zum Fußballer des Jahres und bei der Wahl zu Europas Fußballer des Jahres belegte er hinter seinem Vereinskameraden Karl-Heinz Rummenigge den zweiten Platz. 1982 holten die Bayern durch ein 4:2 über den 1. FC Nürnberg den DFB-Pokal (Breitner traf per Elfmeter zum zwischenzeitlichen 3:2). Das Endspiel des Europapokals der Landesmeister verlor Bayern München gegen Aston Villa mit 0:1.
Nach einer von Verletzungen geprägten Saison verabschiedete sich Paul Breitner im Sommer 1983 während einer Asien-Reise mit den Bayern vom Profifußball. Sein letztes Pflichtspiel hatte er am 28. Mai 1983 bei der 0:1-Heimniederlage gegen den FC Schalke 04 als Einwechselspieler ab der 74. Minute bestritten. In der Bundesliga hatte er insgesamt 285 Spiele absolviert und dabei 93 Tore geschossen.

## Nationalmannschaft
Für die U-23-Nationalmannschaft bestritt Breitner sein einziges Spiel am 11. Juni 1971 gegen Albanien (2:0) und wurde anschließend von Bundestrainer Helmut Schön auf die sogenannte Nordlandreise der A-Nationalmannschaft mitgenommen. Dort debütierte er in Oslo am 22. Juni 1971 beim 7:1-Kantersieg gegen Norwegen und schaffte wie im Verein auf Anhieb den Sprung zum Stammspieler als Linksverteidiger.
1972 wurde die Nationalmannschaft mit Breitner nach einem 3:0 über die Sowjetunion Europameister.

### Weltmeisterschaft 1974

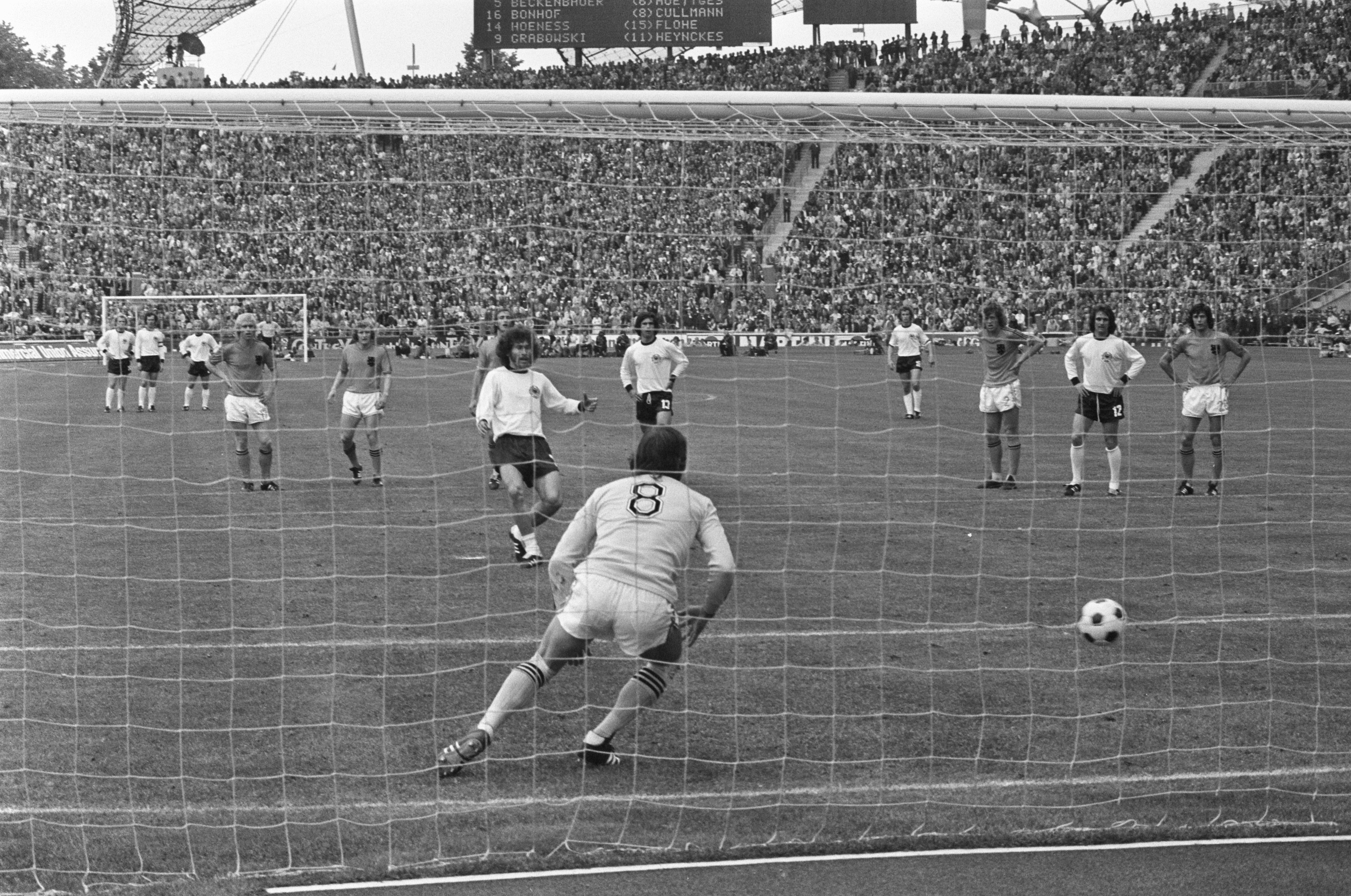
Breitners Elfmeter im WM-Finale 1974

1974 war die Bundesrepublik Deutschland Austragungsland der Fußball-WM. Breitner stand in allen Partien in der Startaufstellung und zählte zu den Leistungsträgern der deutschen Mannschaft. Mit einem Distanzschuss erzielte er den wichtigen 1:0-Siegtreffer im ersten Gruppenspiel gegen Chile. In der Zwischenrunde gelang ihm beim 2:0 über Jugoslawien sein zweiter Turniertreffer. Im Finale gegen die Niederlande verwandelte er in der 25. Minute einen Foulelfmeter zum 1:1-Ausgleich, obwohl er nicht als Schütze vorgesehen war.

### Dauerstreit mit dem DFB (1974 bis 1981)
Nach dem Titelgewinn 1974 überwarf sich Breitner mit Bundestrainer Schön und erklärte seinen Rücktritt aus der Nationalelf. Eine Ausnahme bildeten die beiden EM-Qualifikationsspiele gegen Bulgarien und Griechenland im Oktober 1975, als Breitner zurückkehrte, wobei sich Schön beklagte, jedes Mal bei Real Madrid anfragen zu müssen, ob Breitner für ein Länderspiel freigegeben werde. Schöns Nachfolger Jupp Derwall holte Breitner Anfang des Jahres 1981 zurück. Am 29. April 1981 gab Breitner gegen Österreich (2:0) in Hamburg sein Comeback in der Nationalmannschaft.

### Weltmeisterschaft 1982
Im Halbfinale bei der WM 1982 gegen Frankreich, der Nacht von Sevilla, bewies Breitner im Elfmeterschießen Nervenstärke, so dass er schließlich zum zweiten Mal in seiner Laufbahn ein WM-Finale erreichte. Im Finale traf die deutsche Elf auf die italienische „Squadra Azzurra“. Breitner erzielte den Treffer zum 1:3 (83. Minute) und ist damit mit Pelé, Vavá, Zinedine Zidane und Kylian Mbappé einer der wenigen Spieler, denen in zwei WM-Endspielen jeweils mindestens ein Treffer gelang. Das WM-Finale am 11. Juli 1982 war Breitners letztes Länderspiel. Nach 48 Einsätzen (10 Tore) erklärte er seinen Rücktritt.

## Erfolge und Auszeichnungen

### Nationalmannschaft
- Weltmeister: 1974
- Vizeweltmeister: 1982
- Europameister: 1972
- Silbernes Lorbeerblatt 1974

### Vereine
- Deutscher Meister (5): 1971/72, 1972/73, 1973/74, 1979/80, 1980/81
- DFB-Pokal-Sieger (2): 1971, 1982
- Europapokal der Landesmeister: 1974
- Spanischer Meister (2): 1974/75, 1975/76
- Spanischer Pokalsieger: 1975

### Persönlich
- 1972: München leuchtet in Silber für seine sportlichen Erfolge beim FC Bayern München
- Deutschlands Fußballer des Jahres 1981
- Europas Fußballer des Jahres: Zweiter 1981
- Onze d’argent: 1981
- FIFA 100
- 3. Platz bei der Wahl des Ballon d’Or Dream Teams (Linksverteidiger)
- Torschütze des Monats Mai 1981, März 1983
- Wahl ins All-Star-Team der EM 1972
- Kicker Mittelfeldspieler des Jahres: 1979, 1981, 1982
- kicker-Mannschaft der Saison: 1971/72, 1972/73, 1978/79, 1979/80, 1980/81, 1981/82, 1982/83
- Einstufung als Weltklasse in der kicker-Rangliste des deutschen Fußballs: Sommer 1972, Sommer 1974, Winter 1979/80, Sommer 1980, Winter 1980/81, Sommer 1981, Winter 1982/83
- 2018: Aufnahme in die erste Elf der „Hall of Fame des deutschen Fußballs“ des Deutschen Fußballmuseums.[22]
- Mitglied der Hall of Fame des FC Bayern München
- 2022: München leuchtet in Gold[23]

## Trivia
Breitner trat auch als Schauspieler in dem Western Potato Fritz (1976) und als Kolumnist für die Bild-Zeitung auf. Das Bayerische Fernsehen produzierte 1978 eine sechsteilige Sendereihe mit ihm, „Paul Breitners Fußballmagazin“, in der er mit seinem Team Eintracht Braunschweig und Jugendspielern technische Grundlagen des Spiels und Einblicke in den Alltag eines Fußballprofis präsentierte. Auch publizierte Breitner das anekdotenhafte Buch Kopfball. Sein Markenzeichen, den Vollbart, stutzte er sich vor der Weltmeisterschaft 1982 in Spanien im Rahmen einer Werbekampagne für das Rasierwasser Pitralon zu einem Stutzbart und erhielt dafür von dem Unternehmen 150.000 DM.

### Politische Aktivitäten
1972 bot sich Breitner der SPD als Wahlkämpfer an. Später beschwerte er sich, dass politische Aktivität von Spitzensportlern durch Sportfunktionäre und das sportliche Umfeld unterdrückt werde.

### Aktivitäten nach dem Rücktritt
Nach seinem Rücktritt vom aktiven Sport war Breitner bis Ende Juni 1984 insgesamt sieben Monate als Berater von Eintracht Braunschweig tätig. Er tat sich erneut als ein vehementer Kritiker des deutschen Fußballs hervor. So titulierte er beispielsweise Derwalls Nachfolger als Bundestrainer, Teamchef Franz Beckenbauer, in seiner Bild-Kolumne als den „Totengräber des deutschen Fußballs“. Bis Anfang März 1992 brachte sich Breitner in die Arbeit der Initiative „Bundesliga für Berlin“ ein, die die Bemühungen von Hertha BSC unterstützte, in die Bundesliga zurückzukehren. Nachdem Berti Vogts 1998 als Bundestrainer zurückgetreten war, war Breitner für kurze Zeit vom DFB-Präsidenten Egidius Braun als Vogts’ Nachfolger für die Funktion des Teamchefs der Nationalmannschaft vorgesehen. Doch nahm Braun etwa 17 Stunden nach einer offenbar schon erzielten Übereinkunft wieder Abstand von dieser Möglichkeit, weil – so Braun – Breitner kein Stillschweigen über ein von ihm in dieser Angelegenheit als vertraulich empfundenes Telefongespräch gewahrt und Dritten davon berichtet hatte. Der Spiegel hingegen wollte die eigentliche Ursache für den nebulösen Vorgang darin sehen, dass Braun zwischenzeitlich von kritischen Äußerungen erfahren habe, die Breitner vormals über den DFB und den DFB-Präsidenten selbst ausgesprochen habe.
Während der Fußball-Weltmeisterschaft 2002 in Japan und Südkorea bildete Breitner zusammen mit Oliver Welke das Moderatorenduo für die entsprechende Berichterstattung im privaten TV-Sender Sat.1. Ab Frühjahr 2007 war Breitner Berater und Scout, seit der Saison 2009/10 Chefscout des FC Bayern München. Später wurde er Markenbotschafter des Vereins. Im Frühjahr 2017 gab er bekannt, seinen Posten zum 31. März niederzulegen. Breitner wollte sich wieder mehr seiner Tätigkeit in der Immobilienbranche widmen.
Seit 2006 arbeitet er zusammen mit seiner Ehefrau Hildegard Breitner ehrenamtlich bei der Münchner Tafel.
2007 wurde er Gründungsmitglied der Kindersportstiftung des ehemaligen SPD-Abgeordneten Jörn Thießen.
Doping
In einem Interview stellte Breitner klar, dass er nie verbotene Substanzen probiert habe und außer Toni Schumacher der Einzige gewesen sei, der Doping im Fußball angesprochen habe. Er hatte damals dessen Aussagen unterstützt. Abschließend äußerte er Kritik, dass bei diesem Thema der Westen auf den Osten Deutschlands herabschaute: „Zu meiner aktiven Zeit hat man mit erhobenen Finger in den Osten gezeigt und gesagt: Die sind voll wie eine Haubitze. Und wir nicht? Pustekuchen!“.

### Privatleben
Paul Breitner lebt in Oberpframmern, ist seit 1971 mit Hildegard „Hilde“ Breitner verheiratet und hat drei Kinder (Martina, Ines und Max-Ferdinand). Sein Sohn Max Breitner arbeitet als Sportjournalist seit 2006 in der Pressestelle des FC Bayern München.

## Filmografie
- 1973: Libero
- 1975: Potato Fritz
- 1979: Profis – Ein Jahr Fußball mit Paul Breitner und Uli Hoeneß (Dokumentation)
- 1983: Der Zappler
- 1986: Kunyonga – Mord in Afrika
- 1986: Lauter Glückspilze (Fernsehserie)